# 胡斯利夫卡
50°0′43″N 37°5′19″E / 50.01194°N 37.08861°E
胡斯利夫卡（烏克蘭語：Гуслівка）是位於烏克蘭東部的村莊，由哈爾科夫州丘胡伊夫区的佩切尼希市鎮負責管轄。該村距離漢尼夫卡1公里，始建於1679年，面積0.37平方公里，海拔高度122米，2001年人口24。